# Epicoma melanosticta
Espèce
Epicoma melanosticta est une espèce de lépidoptères (papillons) de la famille des Notodontidae vivant en Australie.
La chenille se nourrit de plusieurs espèces de Myrtaceae, notamment Calothamnus validus, Calothamnus homalophyllus et les espèces du genre Leptospermum.